# Andrew Jackson Smith
Andrew Jackson Smith (28. april 1815 – 30. januar 1897) var en amerikansk general under den amerikanske borgerkrig, som efterhånden fik kommandoen over et armekorps. Han huskes mest for at have slået Sydstatsgeneralen Nathan Bedford Forrest's styrke på flugt i Slaget ved Tupelo, Mississippi den 14. juli 1864. Det var det værste nederlag, som Forrest nogensinde måtte indkassere.

## Tidlige liv
Smith blev født i det landlige Bucks County, Pennsylvania. Han fik eksamen fra West Point i 1838 som nr. 36 i en årgang på 45. Han så aktiv tjeneste i grænseegnene i det sydvestlige USA og i den mexicansk-amerikanske krig. Senere kæmpede han mod indianere i Washington og Oregon territorierne. Han blev forfremmet til premierløjtnant i 1845, kaptajn i 1847 og major i begyndelsen af 1861.

## Borgerkrigen
Ved udbruddet af borgerkrigen blev Smith oberst for 2nd California Volunteer Cavalry i Unionshæren. I 1862 blev han forfremmet til brigadegeneral og som leder af kavaleriet i Missouri militærdepartement. Fra marts til juli gjorde han tjeneste i samme funktion i Mississippi militærdepartementet. Herefter blev han tildelt Army of the Tennessee hvor han tog del i Slaget ved Chickasaw Bayou og erobringen af Arkansas Post. Han kommanderede en division i XIII Korps i Vicksburg kampagnen. Senere førte han en division i XVI Korps ie Red River Kampagnen under generalmajor Nathaniel P. Banks og blev forfremmet til midlertidig oberst i den regulære hær for sin indsats i slaget ved Pleasant Hill.
I may 1864 blev Smith oberstløjtnant i den regulære hær og generalmajor i den frivillige hær og førte Unionens tropper mod Sydstaternes generalmajo Sterling Price under Price's Raid ind i Missouri. Han blev udnævnt til midlertidig brigadegeneral i den regulære hær for sin tjeneste i Slaget ved Tupelo, hvor han besejrede Nathan Bedford Forrest. Smith blev derefter beordret til Nashville for at slå sine styrker sammen med generalmajor George Henry Thomas', som da var truet af Sydstaternes generalløjtnant John Bell Hood. Han havde en stor del af æren for sejren i Slaget ved Nashville, og blev udnævnt til midlertidig generalmajor for sin succes med at lede sin tropper forbi Sydstatshærens sydlige flanke. Han kommanderede XVI korps i den sidste kampagne mod Mobile, Alabama, i 1865.

## Efter krigen
Smith trådte ud af den frivillige hær i 1866, blev oberst for 7th Cavalry Regiment og gjorde tjeneste i Vesten. Han lod sig pensionere fra militærtjenesten i april 1869 for at blive postmester i St. Louis, Missouri, hvor han døde og ligger begravet.